# Gloria Grahame

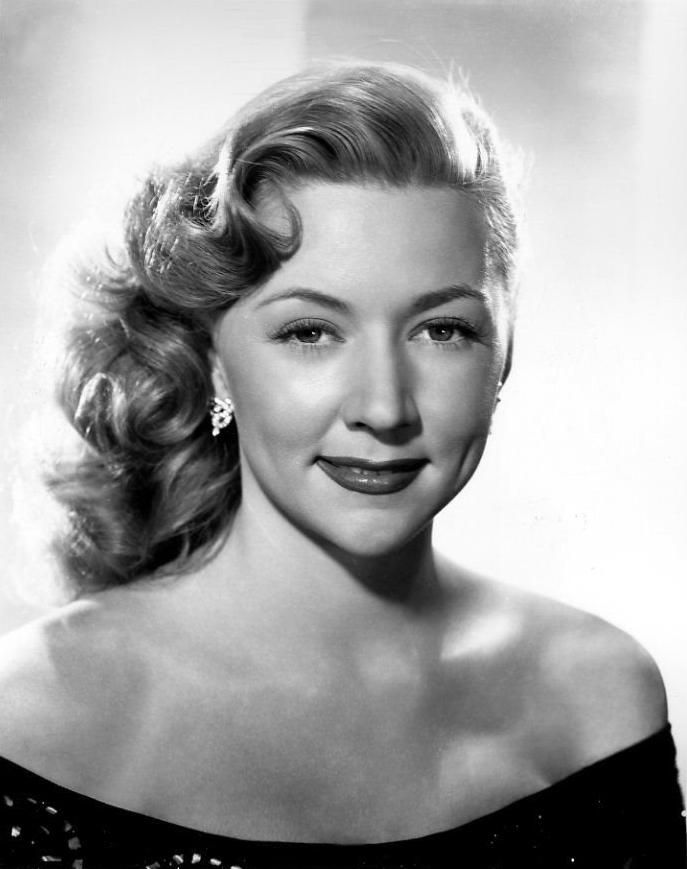
Gloria Grahame (1940er Jahre)

Gloria Grahame (* 28. November 1923 in Los Angeles; † 5. Oktober 1981 in Manhattan, New York City) war eine US-amerikanische Schauspielerin. Bekannt wurde sie durch Filme wie Ist das Leben nicht schön? (1946), Ein einsamer Ort (1950) und Heißes Eisen (1953). Für ihren Auftritt in Stadt der Illusionen (1952) erhielt sie den Oscar als beste Nebendarstellerin.

## Leben
Grahame war die Tochter eines Architekten und einer Theaterschauspielerin, die später Schauspiellehrerin wurde. Früh begann sie als Kind Theater zu spielen und brach deshalb auch ihre Schullaufbahn frühzeitig ab, um mit einem Theater auf Tournee zu gehen. Sie schaffte es bis zum New Yorker Broadway, wo sie in den 1940er-Jahren von Hollywoodproduzent Louis B. Mayer für den Film entdeckt wurde. Ihr Filmdebüt gab sie 1944. Erste Aufmerksamkeit erregte sie in einer Nebenrolle in Frank Capras Ist das Leben nicht schön? (1946), in dem sie als etwas leichtlebige Violet Bick der von James Stewart gespielten Hauptfigur zeitweise den Kopf verdreht.
In der Ära des Film noir etablierte sich Grahame vor allem als Darstellerin von verruchten oder schwierigen Charakteren. Einen ihrer ersten Auftritte dieser Art hatte sie 1947 in dem Antisemitismus thematisierenden Thriller Im Kreuzfeuer (1947) an der Seite von Edward Dmytryk als eine untreue Ehefrau, die einem Mordverdächtigen, mit dem sie ausgegangen ist, kein Alibi verschaffen will. Dieser Auftritt brachte ihr eine erste Oscar-Nominierung als beste Nebendarstellerin. Eine ihrer wichtigsten Hauptrollen hatte sie an der Seite von Humphrey Bogart in dem damals weniger beachteten, aber heute als Kultfilm geltenden Film noir Ein einsamer Ort (1950) von Nicholas Ray. Sie und Bogart spielten ein Liebespaar, deren potenziell vielversprechende Beziehung an Mordermittlungen, Gewalt und psychischen Problemen zerbricht. 1953 erhielt sie die Oscar-Trophäe für ihre Nebenrolle in Stadt der Illusionen, in dem sie die oberflächliche Ehefrau eines von Dick Powell gespielten Drehbuchautoren verkörperte. Ebenfalls 1953 spielte sie neben Glenn Ford die undurchsichtige Gangsterbraut Debbie in dem Noir-Klassiker Heißes Eisen unter der Regie von Fritz Lang. Eine erneute Zusammenarbeit mit Fritz Lang folgte nur ein Jahr später bei Lebensgier (1954), der Neuverfilmung des französischen 1930er-Jahre-Klassikers Bestie Mensch. Ein erfolgreicher Ausflug in ein anderes Filmgenre bedeutete für sie der Musicalfilm Oklahoma! (1955), in dem sie die gutmütige, aber etwas naive Ado Annie Carnes verkörperte.
Nach 1956 ließ der Erfolg vor allem auf Grund privater Probleme deutlich nach. Ihre Filmauftritte wurden sporadischer und ab den 1960er-Jahren trat sie hauptsächlich als Gastdarstellerin in Fernsehserien auf, darunter Auf der Flucht, Mannix und The Name of the Game. In den 1970er-Jahren fand sie wieder verstärkte Beschäftigung im Kino als Charakterdarstellerin und trat unter anderem in einer Reihe von Horrorfilmen auf. Daneben spielte sie viel Theater in den USA und England. Noch in ihrem letzten Lebensjahr wirkte sie an dem Fernsehfilm Mr. Griffin and Me, der Fernsehserie Die unglaublichen Geschichten von Roald Dahl und dem Horrorfilm The Nesting – Haus des Grauens mit.

### Privates
Gloria Grahame war insgesamt viermal verheiratet, zuerst von 1945 bis 1948 mit dem Schauspieler Stanley Clements. Ihr zweiter Ehemann war der Regisseur Nicholas Ray (Heirat 1948, Scheidung 1952), ihr vierter dessen Sohn Tony (Heirat 1960, Scheidung 1974), mit dem sie bereits während ihrer Ehe mit Nicholas ein Verhältnis gehabt hatte, wobei Tony noch minderjährig gewesen war. Mit Nicholas hatte sie eines, mit Tony zwei ihrer vier Kinder. Zwischen beiden Ehen war sie noch mit dem Drehbuchautor und Regisseur Cy Howard verheiratet, mit dem sie eine Tochter, Paulette, hatte.
Im Jahr 1976 wurde bei Grahame Brustkrebs diagnostiziert. Sie starb 1981 im Alter von 57 Jahren im St. Vincent’s Hospital in Manhattan an den Folgen einer Krebserkrankung in Verbindung mit einer Bauchfellentzündung. Gloria Grahame wurde im Oakwood Memorial Park in Chatsworth, Kalifornien, beigesetzt.

### Nachwirkung
Ein Stern in der Kategorie Film existiert auf dem Hollywood Walk of Fame für Grahame. In dem Filmdrama Film Stars Don’t Die in Liverpool (2017) wird sie von Annette Bening dargestellt.

## Filmografie (Auswahl)
- 1944: Blonde Fever
- 1945: Zu klug für die Liebe (Without Love)
- 1946: Ist das Leben nicht schön? (It’s a Wonderful Life)
- 1947: Im Kreuzfeuer (Crossfire)
- 1947: Das Lied vom dünnen Mann (Song of the Thin Man)
- 1947: Hoppla, hier kommt Merton! (Merton of the Movies)
- 1947: Ihre beiden Verehrer (It Happened in Brooklyn)
- 1949: Der Kampf um den Sonora-Pass (Roughshod)
- 1950: Ein einsamer Ort (In a Lonely Place)
- 1952: Die größte Schau der Welt (The Greatest Show on Earth)
- 1952: Macao
- 1952: Maskierte Herzen (Sudden Fear)
- 1952: Stadt der Illusionen (The Bad and the Beautiful)
- 1953: Die gläserne Mauer (The Glass Wall)
- 1953: Ein Mann auf dem Drahtseil (Man on a Tightrope)
- 1953: Heißes Eisen (The Big Heat)
- 1953: Gefangen in der Kasbah (Prisoners of the Casbah)
- 1954: Vier bleiben auf der Strecke (The Good Die Young)
- 1954: Lebensgier (Human Desire)
- 1954: Schwaches Alibi (Naked Alibi)
- 1955: Die Verlorenen (The Cobweb)
- 1955: … und nicht als ein Fremder (Not as a Stranger)
- 1955: Oklahoma!
- 1956: Der Mann, den es nie gab (The Man Who Never Was)
- 1957: Blinder Haß (Ride Out for Revenge)
- 1959: Wenig Chancen für morgen (Odds Against Tomorrow)
- 1966: Der Tag der Abrechnung (Ride Beyond Vengeance)
- 1973: Der Teufel mischt die Karten (Tarot)
- 1976: Das Haus mit dem Folterkeller (Mansion of the Doomed)
- 1979: Der Supercoup (A Nightingale Sang in Berkeley Square)
- 1979: Hals über Kopf (Head Over Heels)
- 1980: Melvin und Howard (Melvin and Howard)
- 1981: The Nesting – Haus des Grauens (The Nesting)

## Auszeichnungen
- 1948: Oscar-Nominierung als beste Nebendarstellerin für Im Kreuzfeuer
- 1953: Oscar als beste Nebendarstellerin für Stadt der Illusionen
- 1953: Golden-Globe-Nominierung als beste Nebendarstellerin für Stadt der Illusionen
- 1960: Stern auf dem Hollywood Walk of Fame (6522 Hollywood Boulevard)